# Phlebotomus turanicus
Phlebotomus turanicus är en tvåvingeart som beskrevs av Mikhail Mikhailovich Artemiev 1974. Phlebotomus turanicus ingår i släktet Phlebotomus och familjen fjärilsmyggor. Inga underarter finns listade i Catalogue of Life.